# Aeroclub Posadas
El Aeroclub Posadas un aeroclub ubicado en la ciudad de Posadas, provincia de Misiones, Argentina. El aeroclub opera en el Aeropuerto Libertador General José de San Martín. En el sitio se realizan vuelos de bautismo y también funciona una escuela de aviación.

## Historia

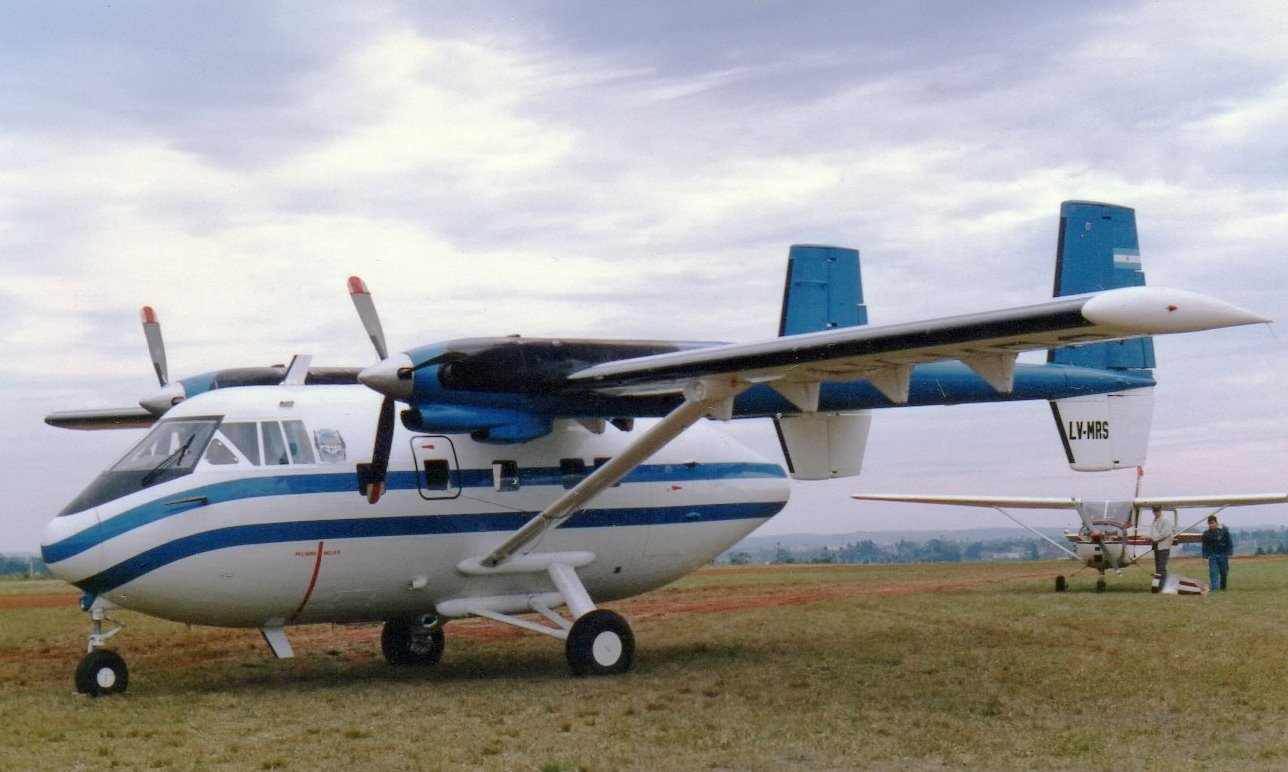
IAI Arava LV-MRS perteneciente a la Gobernación de la Provincia de Misiones en el viejo campo de aterrizaje por la Ruta 213 del Aeroclub Posadas, Misiones, Argentina, en la década del '80.

### Creación
El Aeroclub Posadas se fundó en julio de 1929, luego de una asamblea pública de vecinos realizada en un hotel de Posadas. Su fundación fue consecuencia de la actividad de la Aeroposta Argentina S.A. que realizaba servicios en la ruta Buenos Aires - Monte Caseros - Asunción (Paraguay). El servicio se había inaugurado en 1929 y se hizo necesario incorporar una escala más para facilitar el reabastecimiento de combustible, adecuando un lugar que permitiera el aterrizaje y despegue de las aeronaves.

### Mudanza de la sede sur al aeropuerto de Posadas
El aeroclub siempre funcionó en la sede ubicada en el sur de la capital, zona que con el paso de los años se denominó barrio Aeroclub, al final de la ruta 213, ahora avenida Alicia Moreau de Justo. Irónicamente, los asentamientos legales e ilegales, fueron el factor determinante para que la entidad civil debiera obligadamente abandonar los tradicionales hangares que utilizó desde la fecha de fundación hasta mediados del 2005.
Ese 2005 abandonó su primer e histórica sede para trasladarse a los hangares del viejo aeropuerto, por falta de seguridad operativa, desde que en los últimos años se multiplicaron las humildes casas a lo largo de la pista de 750 metros de extensión.
Ahora, el aeroclub funciona en uno de los hangares que operan en la zona conocida en Posadas como «el viejo aeropuerto», compartiendo las actividades de la Policía de Seguridad Aeroportuaria y de Gendarmería Nacional Argentina, por lo que la tranquila vida de club, se convirtió en una constante rutina de vuelos programados, autorizaciones de rigor, controles diarios y mayor seguridad a la hora de emprender un vuelo hacia distintas partes de la provincia y el país.

## Información general
- Propietario del Aeropuerto: ANAC (Administración Nacional de Aviación Civil)
- Jefe del Aeropuerto: Sr. Luis Alberto Chemes
- Explotador: Aeropuertos Argentina 2000 S.A.
- Administrador: Ing. Carlos D'Aloia.
- Dirección: Ruta Nacional 12 km 1336 y avenida Ulises López (Acceso Oeste); 3300 Posadas, Misiones
- Teléfono informes: (+54-376) 4451903 / 4452004 (Oficina ARO/AIS-TWR) - 4457413 /414 (Aeropuertos Argentina 2000)

## Descripción
El Aeroclub Posadas y el aeropuerto se encuentran ubicado a 15 kilómetros del centro de la ciudad de Posadas, capital de la Provincia de Misiones. El Aeropuerto Internacional Libertador General José de San Martín cuenta con una superficie de 329 hectáreas y está operado por la empresa Aeropuertos Argentina 2000. Es uno de los dos aeropuertos, junto al de Puerto Iguazú, que está habilitado para el tráfico comercial en toda la provincia.

## Medios de transporte desde y hacia el aeropuerto
- Buses: Líneas 28 (23C - 27 B hasta acceso Rotonda Posadas)
- Taxis: Cooperativa de Remises y Taxis San Martín LTDA.
- Remisses: Cooperativa de Remises y Taxis San Martín LTDA.
- Micros: -
- Distancia al centro de la ciudad: 15 kilómetros
- Servicios de Telefonía:
  - Teléfonos públicos: SI
  - Cabinas en locutorios: NO
  - Internet: SI

## Estacionamiento
- Total posiciones de estacionamiento: 100
- Cocheras cubiertas: -
- Posiciones para discapacitados: 2
- Posiciones para embarazadas: 2

## Galería de los años 1990

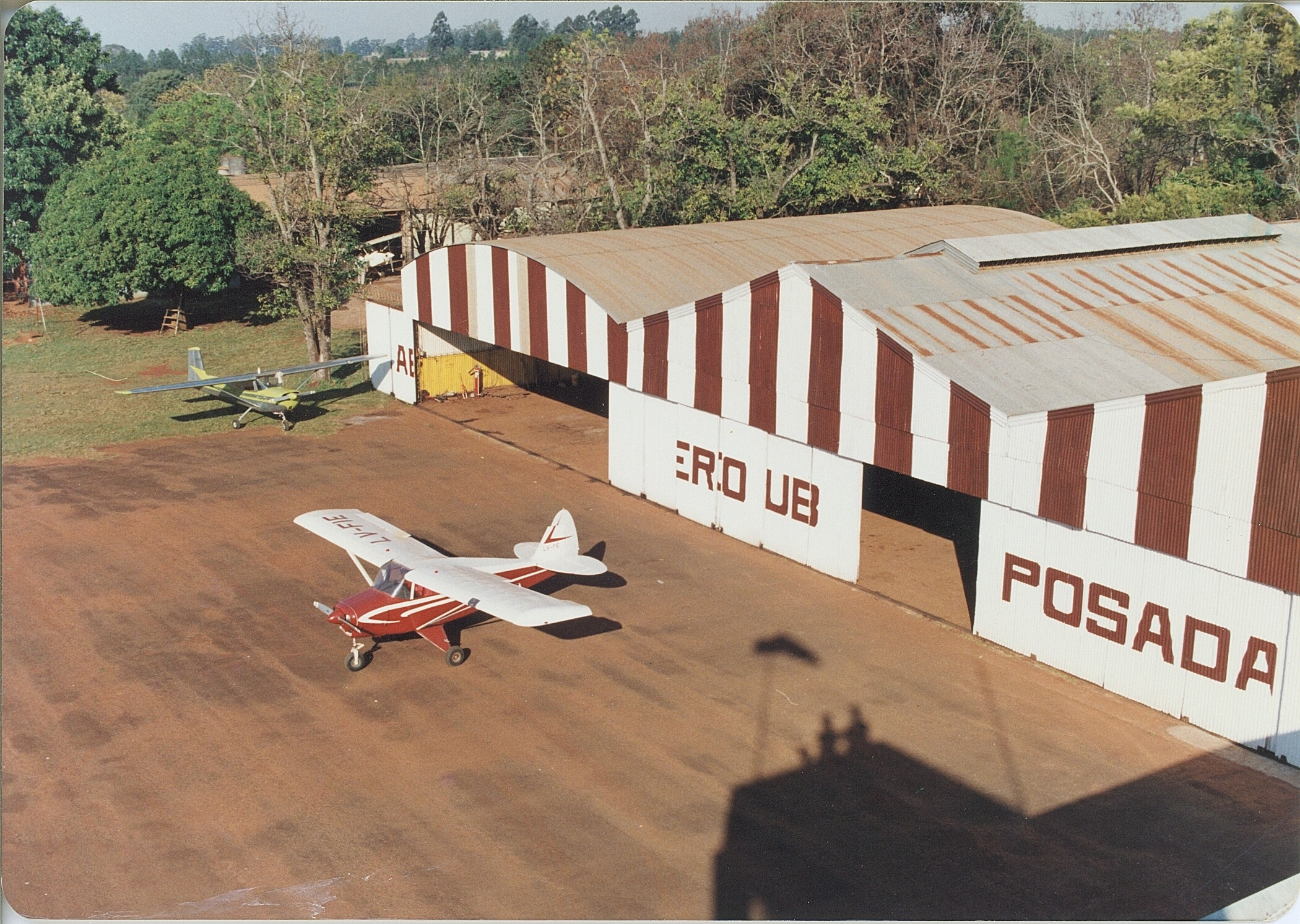
Hangar en 1996
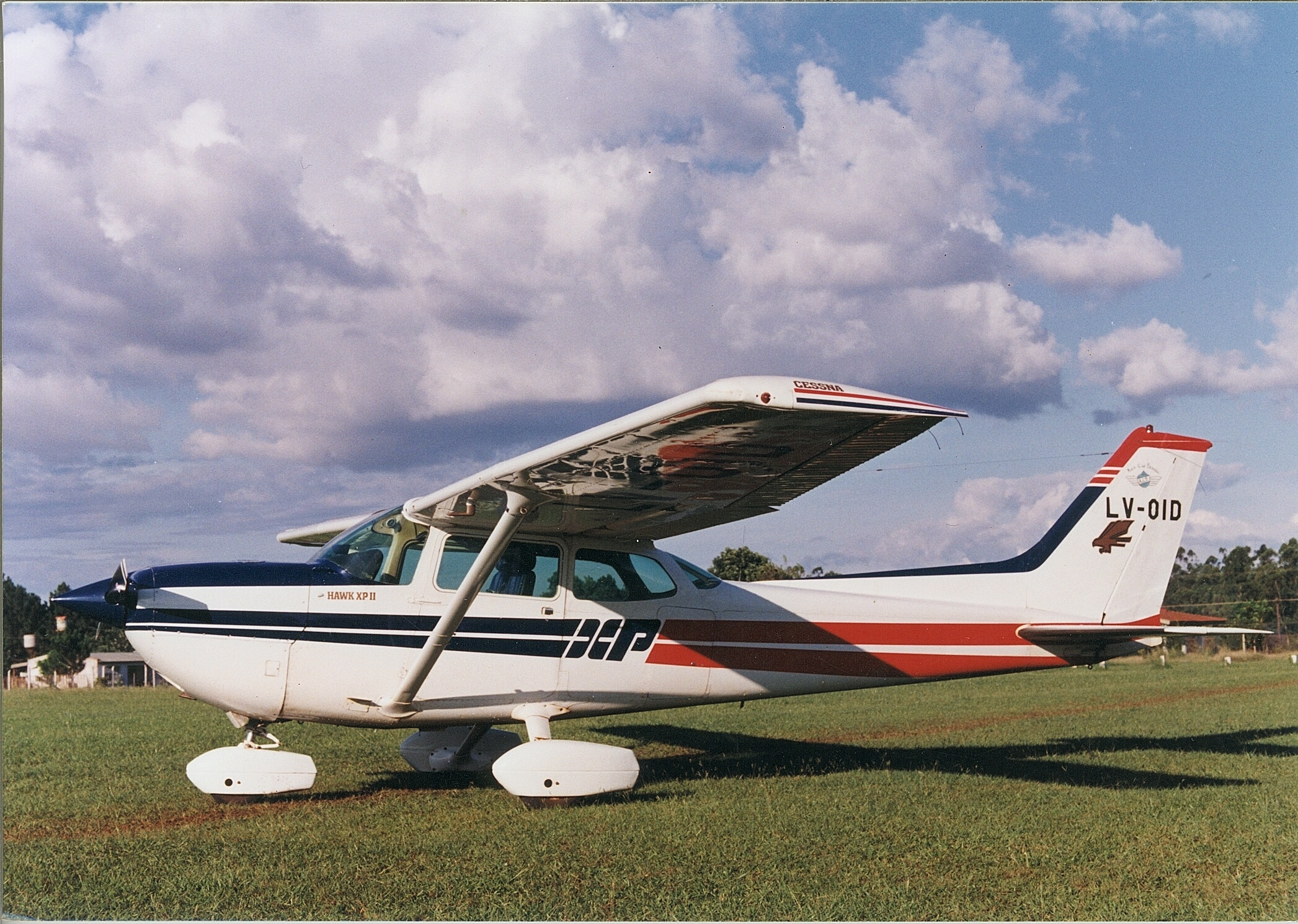
Cessna 172 XP
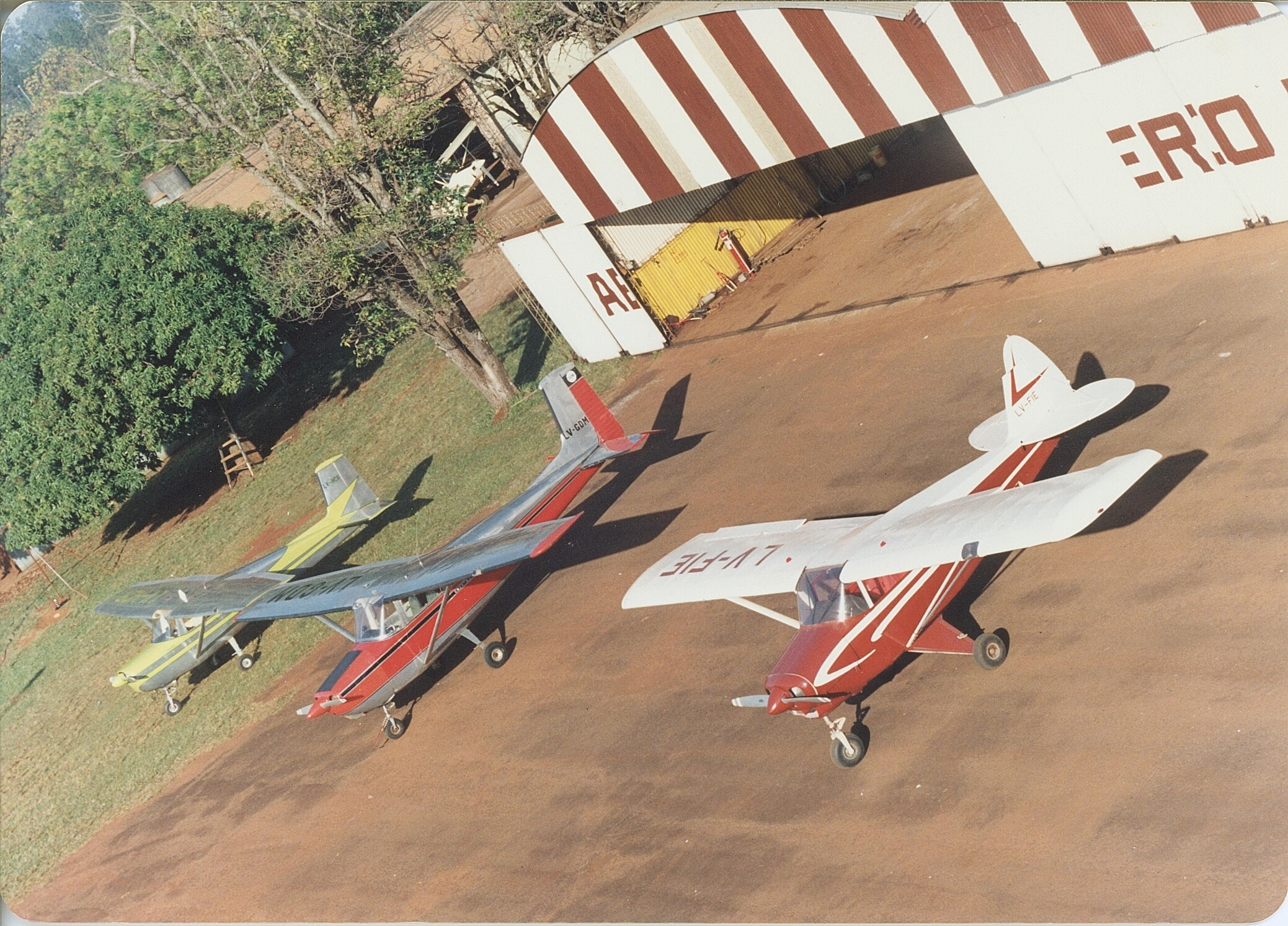
Frente del Aeroclub
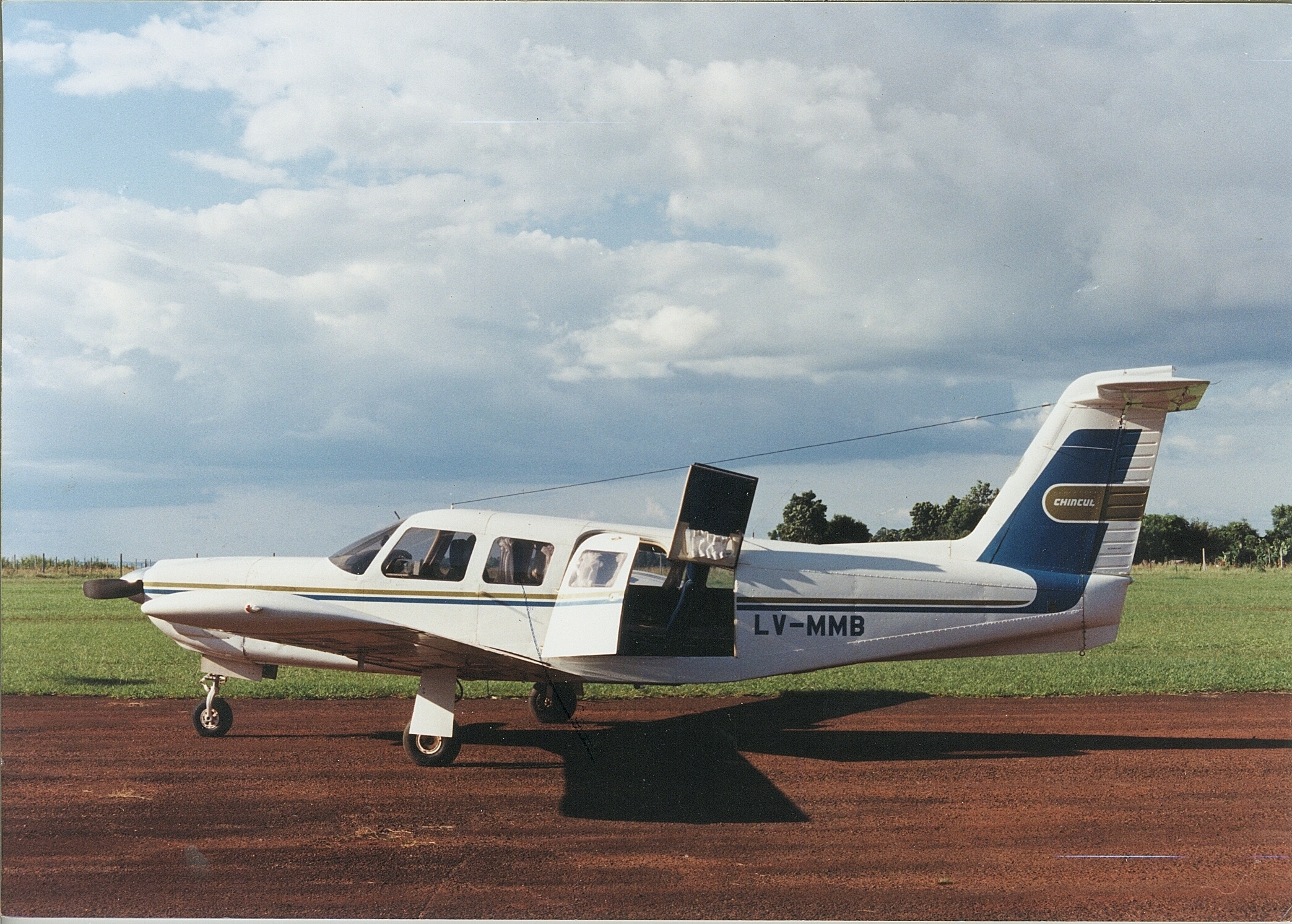
Piper Lance
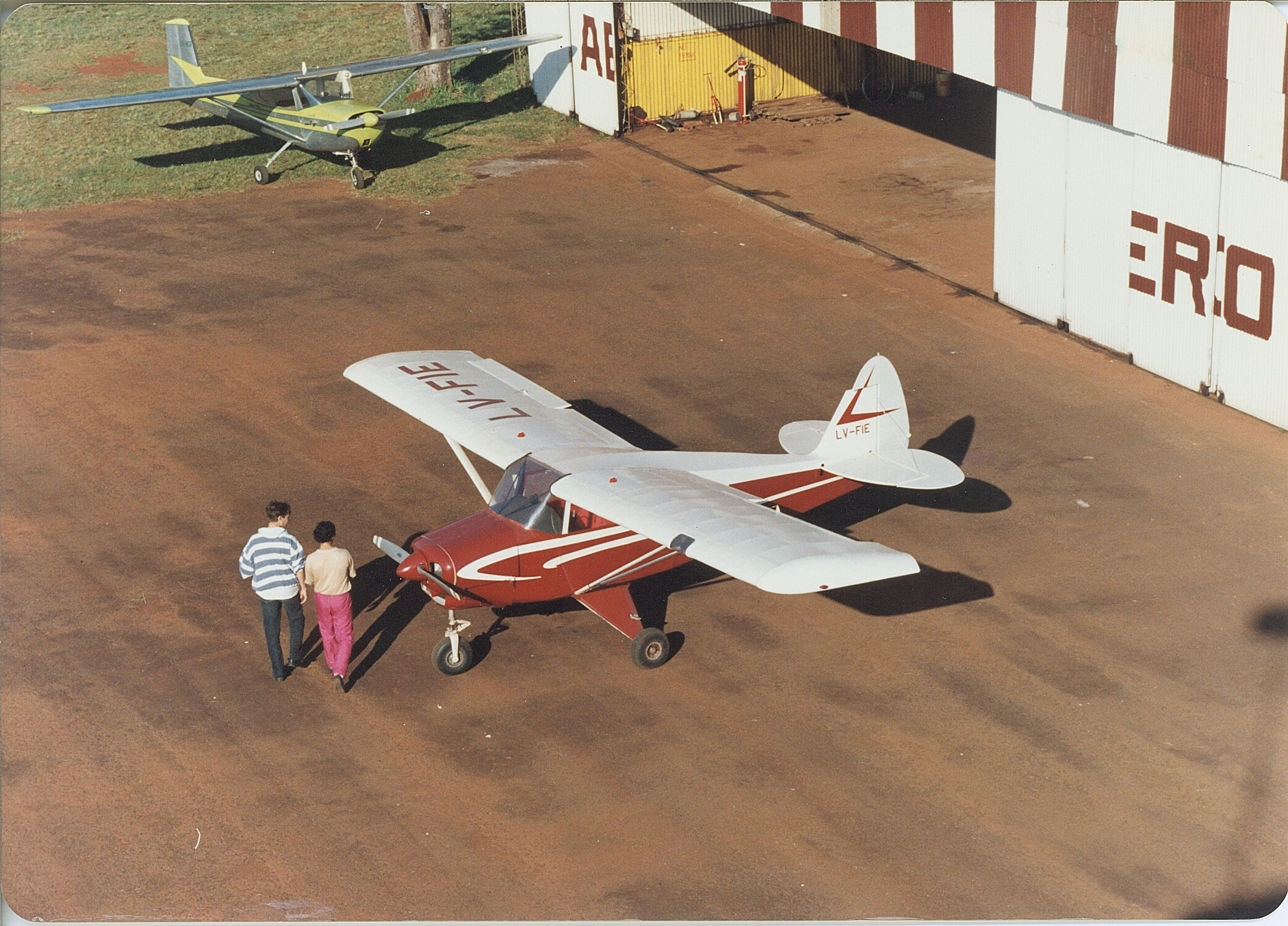
Hangares
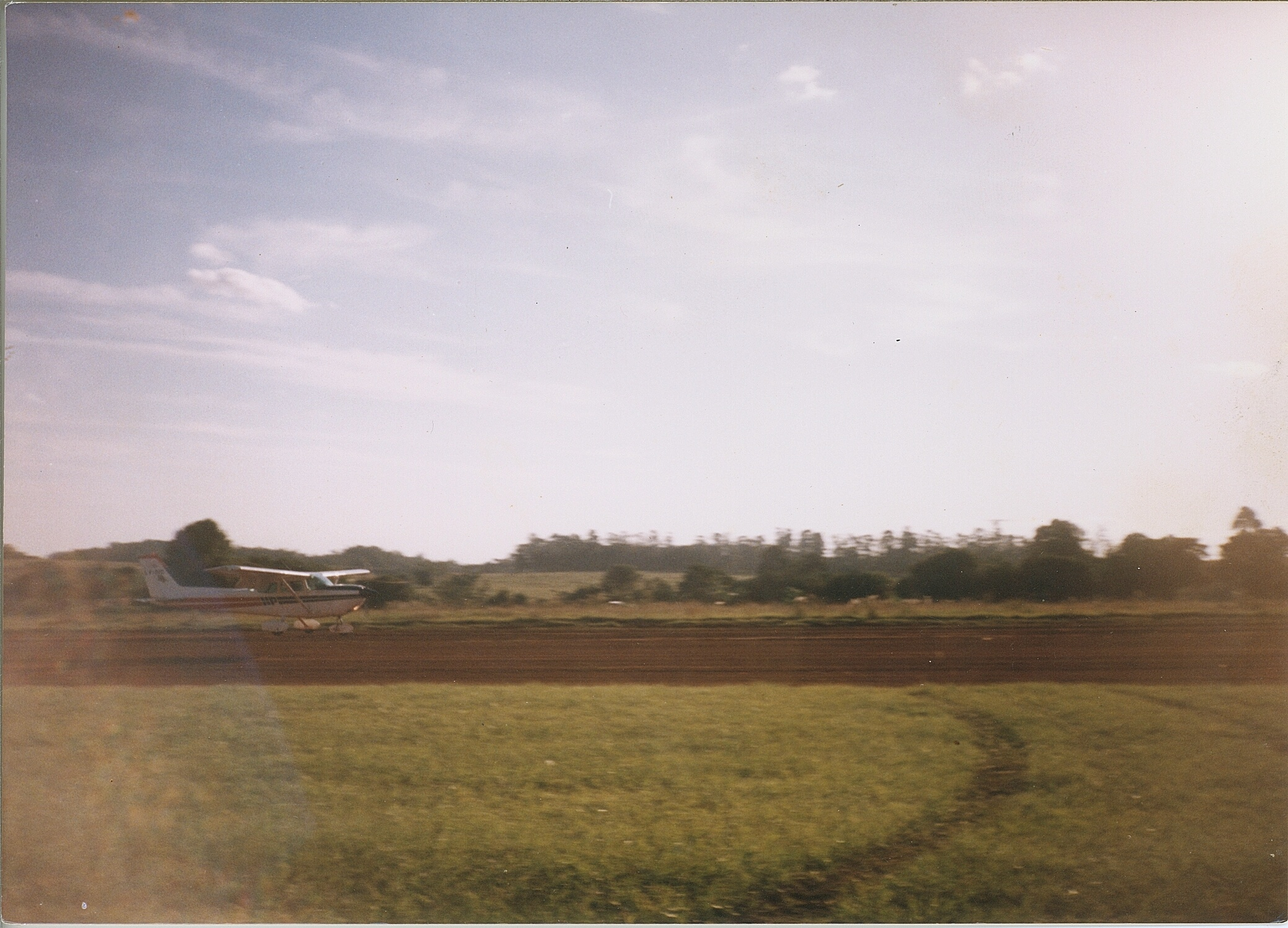
Despegue